# Демократска алтернатива (Србија)
Демократска алтернатива (ДА) је била политичка странка у Србији. Основана је у јулу 1997. године отцепљењем појединих чланова владајуће Социјалистичке партије Србије (СПС), а пре свега Небојше Човића, који је био председник странке током целог њеног постојања. Касније се спојила у Социјалдемократску партију (СДП), које је преузело њено руководство.
Демократска алтернатива је била део Демократске опозиције Србије (ДОС) 2000-2003, која је учествовала на парламентарним изборима у децембру 2000. Добила је 6 места од 176 које је освојила Демократска опозиција. Небојша Човић је постао привремени потпредседник Владе 24. октобра 2000. Дана 25. јануара 2001. изабрана је нова влада у којој је био потпредседник владе до 18. марта 2004. Кратко време од 12. марта 2003. до 17. марта 2003. Човић је био вршилац дужности премијера након убиства премијера Зорана Ђинђића.
На парламентарним изборима у децембру 2003, партија је освојила 84.463 гласа или 2,2% гласова грађана, чиме није прешла изборни цензус.

## Резултати избора

### Парламентарни избори
| Година | Популарно гласање | % гласова публике | Број седишта | Промена седишта | коалиција | Статус       |
| ------ | ----------------- | ----------------- | ------------ | --------------- | --------- | ------------ |
| 1997   | 60,855            | 1,47%             | 1 / 250      | 1               | Са ССС    | опозиција    |
| 2000   | 2,404,758         | 64,09%            | 6 / 250      | 5               | ДОС       | влада        |
| 2003   | 84,463            | 2,20%             | 0 / 250      | 6               | –         | нема седишта |